# Jane Fawcett
Jane Fawcett, MBE, (* 4. März 1921 als Jane Hughes in Cambridge; † 21. Mai 2016 in Oxford) war eine britische Sängerin und Denkmalpflegerin. Von 1963 bis 1976 war sie Sekretärin der Victorian Society. Sie schrieb und bearbeitete mehrere Werke, darunter The Future of the Past, Seven Victorian Architects, The Village in History und Save the City.
Erst spät wurde öffentlich bekannt, dass sie während des Zweiten Weltkriegs bei der Entschlüsselung einer Nachricht mitwirkte, die zum Untergang des deutschen Schlachtschiffs Bismarck beitrug.

## Leben
Jane Hughes wuchs in London auf, besuchte die Miss Ironside’s School in Kensington, absolvierte eine Ausbildung als Balletttänzerin und wurde in die Royal Ballet School aufgenommen. Als junge Frau von siebzehn Jahren wurde ihr gesagt, sie sei „zu groß“ um eine professionelle Tänzerin zu werden, und ihre vielversprechende Ballettkarriere endete. Sie wurde dann nach Zürich geschickt, um die deutsche Sprache zu erlernen, und zog kurz darauf in das Skigebiet St. Moritz.
Nach sechs Monaten wurde sie von ihren Eltern aufgefordert, nach Hause zurückzukehren, um als Debütantin „herauszukommen“. Sie fand diesen Lebensstil langweilig, eine „völlige Zeitverschwendung“, und war erleichtert, als sie von einem Freund eingeladen wurde, sich für Bletchley Park zu bewerben.

### Kriegsdienst
Im Jahre 1940, im Alter von achtzehn Jahren, wurde sie vom britischen Codebreaker Philip Stuart Milner-Barry zum Vorstellungsgespräch eingeladen, akzeptiert und anschließend eine der Frauen in Bletchley Park. Sie wurde Teil der „Debs of Bletchley Park“, wie man dort die Frauen nannte, die als junge Debütantinnen der britischen Oberschicht rekrutiert wurden. Ihre Aufgabe war von nun an, im Geheimen als Teil von Britain’s best kept secret (deutsch „Britanniens bestgehütetem Geheimnis“) mitzuwirken, nämlich beim Bruch der deutschen Schlüsselmaschine
Enigma. Sie wurde Hut Six (Baracke 6) zugeteilt, der Organisationseinheit, die sich mit der Entzifferung der vom deutschen Heer und der Luftwaffe mit der Enigma I verschlüsselten Funksprüche befasste.

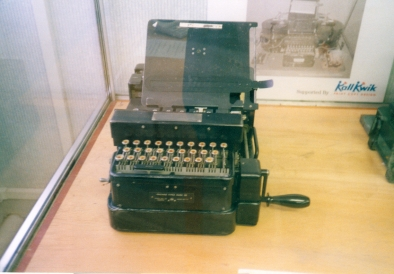
Solch eine britische Typex-Maschine wurde von Jane zur Entschlüsselung benutzt.

Dazu wurden mithilfe einer spezielle elektromechanischen Maschine, genannt die Turing-Bombe, zunächst die jeweils gültigen Tagesschlüssel ermittelt und anschließend die Spruchschlüssel für jeden einzelnen abgefangenen Funkspruch (siehe auch Y-Dienst und Entzifferung der Enigma). Mit vollständig bekanntem Enigma-Schlüssel konnte anschließend der vorliegende Geheimtext genau so entschlüsselt werden, wie es der befugte deutsche Empfänger mit seiner Enigma-Maschine machen würde. Die Briten nutzten hierfür eine eigene Schlüsselmaschine, nämlich die Typex.
Innerhalb der Hut Six gab es einen separaten Decoding Room (Entschlüsselungs-Raum). Die Frauen dort erhielten laufend die aktuellen Geheimtexte und die passenden Schlüssel dazu. Sie stellten ihre Typex-Maschinen entsprechend ein und tippten danach die Texte ein. Bei korrekt eingestelltem Schlüssel ergab sich Klartext. Dieser wurde auf schmale Papierstreifen gedruckt, die anschließend in Stücke passender Länge geschnitten und auf die Rückseite des Spruchzettels (mit dem Geheimtext auf der Vorderseite) geklebt wurden. Abschließend versuchten die Frauen zu erkennen, ob die Nachrichten lesbares Deutsch enthielten. Die Arbeitsbedingungen in dem schwach beleuchteten, kaum geheizten und wenig belüfteten Raum waren schlecht und die jungen Frauen mussten oft viele Stunden lang unter extremem Druck arbeiten.
Am 25. Mai 1941 wurden Jane und mehrere ihrer Kolleginnen über die Suche nach dem deutschen Schlachtschiff Bismarck informiert. Kurz darauf entschlüsselte sie eine Nachricht, die sich auf die Bismarck bezog und die deren aktuelle Position sowie den Zielhafen Brest an der französischen Atlantikküste genau beschrieb. Auf Grundlage dieser Informationen wurde die Bismarck von der Royal Navy angegriffen und am 27. Mai versenkt. Dies war ein bedeutender Sieg auch der britischen Codebreakers, der den Nutzen des Projekts eindrucksvoll demonstrierte.
Noch während des Zweiten Weltkriegs lernte Jane Hughes einen Offizier der Royal Navy kennen. Es handelte sich um  Edward „Ted“ Fawcett (1920–2013). Kurz
nach Kriegsende heirateten beide und sie nahm seinen Nachnamen an. Sie hatten zusammen zwei Kinder, Carolin, eine spätere Opernsängerin, und James, der experimenteller Neurologe wurde.
Fawcetts Dienst in B.P. endete im Mai 1945. Ihre Arbeit dort blieb lange streng geheim und ihre Leistungen unbekannt. Erst Jahrzehnte später, in den 1990er Jahren, erfuhr man, dass sie unter dem britischen Official Secrets Act klassifiziert worden war. Fawcett sagte, verglichen mit der öffentlich als „Heldentat“ anerkannten Arbeit der Navy schämte sie sich fast dafür, dass sie „nur“ in Bletchley gewesen sei. Als dann aber ihre harte und anstrengende Arbeit öffentlich bekannt wurde und sie gebeten wurde, darüber zu sprechen, fühlte es sich für sie „ziemlich überwältigend“ an. Fawcett sagte, sie hätte zuvor noch nie jemandem von ihrer Arbeit erzählt, nicht einmal ihrem Ehemann. Ihre Enkelkinder seien sehr überrascht gewesen.
Jane Fawcett war einer der Menschen, die der Zeitungsreporter Michael Smith für sein 2015 veröffentlichtes Buch The Debs of Bletchley Park and Other Stories interviewt hat.

### Gesangskarriere
Jane Fawcett bildete sich danach weiter an der Royal Academy of Music aus. Von Kriegsende an bis in die frühen 1960er Jahre war sie fünfzehn Jahre lang Opernsängerin. Sie spielte Skylla in Jean-Marie Leclairs Oper Scylla et Glaucus und die Zauberin in Dido und Aeneas von Henry Purcell. Sie gab als Sängerin auch Solokonzerte.

### Denkmalpflege
Im Jahr 1963 übernahm Fawcett eine leitende Position bei der Victorian Society, die 1957 als eine Organisation zur Denkmalpflege gegründet wurde, die sich der Erhaltung viktorianischer Architektur und Werke widmet. Als deren Sekretärin war sie effektiv die Hauptgeschäftsführerin und arbeitete eng mit dem Direktor, Sir Nikolaus Pevsner, zusammen, um viele Gebäude vor dem Abriss zu retten.
Für ihre Rolle im Kampf mit British Rail für die Erhaltung historischer Bahnhöfe wurde sie „the furious Mrs Fawcett“ (die wütende Frau Fawcett) genannt. Sie war im Jahr 1967 maßgeblich an der Erhaltung des Londoner Bahnhofs St Pancras, sowie des neugotischen Midland Grand Hotel, heute St Pancras Renaissance London Hotel, beteiligt. Ebenso rettete sie durch ihre Arbeit viel von Londons Whitehall vor der Zerstörung.
Ihr Mann schloss sich 1965 ebenfalls der Denkmalpflege an und trat zunächst der Garden History Society und dann 1969 dem National Trust in Vollzeit bei.
1976 wurde Jane Fawcett zum Mitglied des Order of the British Empire (MBE) ernannt und trat von der aktiven Führung zurück.
In späteren Jahren unterrichtete sie Denkmalpflege an der Architectural Association School of Architecture.

## Auszeichnungen
- 1976: Ernennung zum MBE (Member of the Order of the British Empire)[11]
- 1976: Ehrenmitglied des Royal Institute of British Architects[6][11]